# Hyllus duplicidentatus
Hyllus duplicidentatus là một loài nhện trong họ Salticidae.
Loài này thuộc chi Hyllus. Hyllus duplicidentatus được Lodovico di Caporiacco miêu tả năm 1941.